# OKI A 10
OKI A 10 (A 10) је професионални рачунар фирме OKI који је почео да се производи у Јапану током 1989. године.
Користио је 80286, 386, 486 микропроцесорску јединицу а RAM меморија рачунара је имала капацитет од од 4 до 20 MB. 

## Детаљни подаци
Детаљнији подаци о рачунару A 10 су дати у табели испод.
|                       |                        |
| [ 1 ]                 |                        |
| Произвођач            |                        |
| Тип                   | професионални рачунар  |
| Меморија              | од 4 до 20 MB          |
| Поријекло             | Јапан                  |
| Година                | 1989                   |
| Тастатура             |                        |
| Процесор              |                        |
| Фреквенција процесора | непознато              |
| RAM                   | од 4 до 20 MB          |
| ROM                   |                        |
| Текст                 | 80 стубова x 24 линија |
| Графика               |                        |
| Боја                  |                        |
| Звук                  | Нема                   |
| Димензије             | 310 са 180             |
| Портови               |                        |
| Оперативни систем     |                        |